# جيم بونس
جيم بونس (بالإنجليزية: Jim Pons)‏ هو موسيقي أمريكي، ولد في 14 مارس 1943 في سانتا مونيكا في الولايات المتحدة.

## وصلات خارجية
- جيم بونس على موقع IMDb (الإنجليزية)
- جيم بونس على موقع ميوزك برينز (الإنجليزية)
- جيم بونس على موقع أول ميوزيك (الإنجليزية)
- جيم بونس على موقع ديسكوغز (الإنجليزية)
- جيم بونس على موقع كينوبويسك (الروسية)